# قناة الغشاء

يتم استخدام قنوات الغشاء (كالبروتينات الموجودة داخل غشاء الخلية) لنقل بعض المواد لداخل الخلية ،كاستخدامها لنقل جزيئات الماء والأيونات.

قناة الغشاء \قنوات الغشاء عبارة عن عائلة من بروتينات الغشاء البيولوجي التّي تسمح بالحركة السّلبية للـأيونات (القنوات الأيونية)، أو الماء (الأكوابورينات)، أو غيرها من المواد المذابة بالمرور بشكل سلبي عبر الغشاء خلال تدرجها الكهروكيميائي. يتم دراستها باستخدام مجموعة من تقنيات القناة التجريبية والرياضية. بعد النظرفي عمل هذه العائلة من البروتينات تم اقتراح شبيه القنب الباطني (eCBs) كـجزيئات يمكنها تنظيم فتح هذه القنوات خلال ظروف متنوعة
- المحتويات
- الخصائص

1. القنوات النصفية
2. بانيكسين

## الخصائص
القنوات النصفية
القناة النصفية هي قناة غشائية مكونة من ست وحدات فرعية. يتم تعريف القناة النصفية على أنها نصف قناة الوصلة الفراغية. تتكون القناة النصفية من كونيكسنس (Connexins (Cx)) أو بروتينات وصلات الفجوة.
بانيكسين
تشارك بانيكسين في عملية تأشير البيورينات.من خلال اطلاق أدينوزين ثلاثي الفوسفات (ATP) ، الذي ينشط مستقبلات البيورينجيك. من ناحية أخرى، يمكن أن يؤدي تنشيط مستقبلات البيورينجيك أيضًا إلى فتح القناة، عبر حلقة تغذية مرتدة إيجابية. بالإضافة إلى ذلك، تعمل مستقبلات P2Y على تنشيط إينوزيتول ثلاثي فوسفات ، مما يؤدي إلى زيادة عابرة في الكالسيوم داخل الخلايا ، ويفتح قنوات كونكسين وبانيكسين، مما يساهم في انتشار موجات الكالسيوم عبر الخلايا النجمية والخلايا الظهارية.